# 鴛鴦陣
鴛鴦陣是由明朝將領唐順之首創、戚繼光改良的陣法，用於對抗侵擾中國沿海地區的倭寇；因形似鸳鸯结伴而得名，其特點為「长短相杂，刺卫兼合」。最終戚繼光以此陣法，用最小的代價掃平東南沿海的倭患。

## 陣法
鴛鴦陣以十二人為一隊，分別為隊長一名、牌兵二名、狼筅兵二名、长枪兵四名、短兵（钂鈀手）二名，以及一名负责伙食、不參與作戰的火头兵。參加戰鬥的十一人，除隊長外分成兩伍，每一伍牌兵站在最前面，其後是狼筅兵，其後是兩名長槍兵，最後是镋鈀手。因應南方複雜的地形，鴛鴦陣可視情況而變化為「三才陣」等陣形。

## 外部連結
- YouTube上的《戚繼光發明的鴛鴦陣究竟如何？用定格動畫講述陣型的妙處》
- YouTube上的《抗倭英雄戚继光去世，12人鸳鸯阵显神威》